# Orientilla schmideggeri
Orientilla schmideggeri (лат.) — вид ос-немок рода Orientilla из подсемейства Dasylabrinae. Назван в честь гименоптеролога Christian Schmid-Egger.

## Распространение
Индия (Himachal Pradesh).

## Описание
От близких видов отличаются следующими признаками (описаны по самке ♀, самцы неизвестны): голова и брюшко чёрное, грудь красная; тергит Т3, кроме латеральной части, с чёрными волосками. Мезоплеврон латерально сильно выступающий и образует большой шип. Метасомальный сегмент 1 петиолевидный. Вид был впервые описан в 2005 году Аркадием Лелеем, а его валидный статус подтверждён в ходе ревизии, проведённой в 2023 году японским энтомологом Juriya Okayasu (Университет Хоккайдо, Саппоро, Япония).